# Ketapang, Syd Lampung
 Denne artikel bør gennemlæses af en person med fagkendskab for at sikre den faglige korrekthed.

Ketapang er et underdistrikt i Kabupaten Lampung Selatan i Lampung, Indonesien. Distriktet består af 20 landsbyer.

## Landsbyer i Ketapang-distriktet
1. Ketapang
2. Legundi
3. Bangun Rejo
4. Tri Dharma Yoga
5. Sri Pendowo
6. Karang Sari
7. Sumber Nadi
8. Pematang Pasir
9. Ruguk
10. Gunung Taman
11. Sumur Induk
12. Yogaloka
13. Kramat Bakau
14. Berundung
15. Taman Sari
16. Lebung Nala
17. Kemukus
18. Sidoasih
19. Sidoluhur
20. Way Sidomukti